# Hecalapona campana
Hecalapona campana är en insektsart som beskrevs av Delong och Wolda 1984. Hecalapona campana ingår i släktet Hecalapona och familjen dvärgstritar. Inga underarter finns listade i Catalogue of Life.